# Javier Castaño
Javier Castaño Pérez conocido como Javier Castaño (León, 28 de febrero de 1980) es un torero español. 

## Biografía
Nació en León el 28 de febrero de 1980, aunque se le considera de Salamanca, por estar afincado en la localidad charra desde hace años. Ingresó en la Escuela de Tauromaquia de Salamanca el 13 de noviembre de 1994. El 15 de agosto de 1995 se vistió de luces por primera vez  en la localidad salmantina de Topas, con novillos de Martínez Flamarique,  junto a Salvador Ruano y José Gómez, cortando 2 orejas. Debutó con picadores en San Miguel de Valero (Salamanca) el 8 de mayo de 1999 en un cartel completado por José Luis Barrero y Salvador Ruano con novillos de Cruz Madrugada, cortando 2 orejas y rabo. Hizo su presentación en la Plaza de Toros de Las Ventas (Madrid) el 26 de marzo de 2000, junto a José Luis Angelino y "El Fandi" con novillos de José Vázquez y Hnos. Lozano. Destaca en su época de novillero, de la cual fue el máximo exponente, su Puerta Grande en la Monumental de Las Ventas en el año 2000.
Tomó la alternativa en San Sebastián compartiendo cartel con Enrique Ponce y "El Juli" con toros de Santiago Domecq el 1 de abril de 2001, doctorándose con Entrador. Confirmó la alternativa en Madrid el 17 de mayo de 2001, acartelado con Ortega Cano y "Finito de Córdoba" con toros de Mª Carmen Camacho, el toro de su confirmación se llamaba Turronero. Su carrera profesional discurre en ferias europeas y sudamericanas, entre lo que se denomina las "corridas duras", aunque ha demostrado que es capaz de dar espectáculo y lidiar cualquier tipo de encaste. El 26 de mayo de 2012 se encerró en la plaza de toros de Nimes con seis Miuras, cortando cinco orejas y saliendo por la puerta de los cónsules, hecho insólito y que no se ha vuelto a repetir. En 2016 superó un tumor testicular y regresó a los ruedos, reapareciendo en La Maestranza con toros de Miura junto a Escribano y Rafaelillo.